# Romênia nos Jogos Olímpicos de Verão de 1936
A Romênia participou dos Jogos Olímpicos de Verão de 1936 em Berlim, na Alemanha.

## Medalhas
| Atleta     | Esporte | Evento           | Medalha |
| ---------- | ------- | ---------------- | ------- |
| Henri Rang | Hipismo | Salto individual | Prata   |